# Francesc Baldomar
Francesc Baldomar (c. 1395-1476), maestro de obra cuya trayectoria supone el más importante episodio de la arquitectura tardogótica mediterránea, ya que plantea problemas geométrico-constructivos más propios de la estereotomía renacentista que de la cantería gótica. Inicia un Renacimiento cargado de simbolismo bíblico.

## Obra y biografía
Aparece documentado por primera vez en el libro de obra de la Seu Vella de Lleida del año 1407. En mayo de este año se encuentra tallando piedras de la cantera de Gardeny para la Seu en compañía de varios piquers como Joan Savoyha, Andreu o Guillaniu a las órdenes del mestre Jaume Esteve. 
Primeros años en Valencia
El primer documento en el que aparece Baldomar en Valencia es del 30 de enero de 1425, trabajando también a las órdenes de Jaume Esteve como piquero, en la obra del Pont de la Mar. El maestro de obra fue Joan del Poyo. Los libros de sotsobreria reflejan que alternó estas intervenciones con otras en la parte superior del Micalet o Campanar Nou de la catedral de Valencia.
Los años oscuros
Desde el 12 de julio de 1425 hasta el 13 de julio de 1434, no disponemos de ninguna documentación referente a Francesc Baldomar. Se podría plantear la hipótesis de un viaje a Nápoles y Sicilia teniendo en cuenta que uno de sus mecenas fue Alfonso el Magnánimo. 

### Maestro del Rey y de la ciudad de Valencia
La Casa de la Ciudad
El primer documento donde encontramos a Baldomar, tras nueve años de ausencia, es del 13 de julio de 1434 y en él aparece tasando varias tallas en piedra que habían sido trazadas y ejecutadas por Joan Llobet. Concretamente las tallas tenían como finalidad la bóveda de la entrada del Archivo. El 21 de mayo de 1435, se nombró a Baldomar, por primera vez, mestre de la obra de la pedra de la scala de la sala que puja als terrats, su consideración había cambiado a maestro de obra.
La capilla Real del antiguo convento de Santo Domingo

capilla Real de Francesc Baldomar

En 1437, el rey Alfonso el Magnánimo desde Gaeta, encargó a Francesc Baldomar una capilla en el antiguo convento de Santo Domingo. Sin duda el prestigio adquirido por el maestro en obras anteriores no documentadas sería ya enorme para que se le asignara este magnífico proyecto. 
La capilla Real (1439-1470) es de planta rectangular configurando un doble cuadrado. Está construida con pedra blava de Morvedre. La bóveda es aristada de cantería y con tres tramos entre los cuales se forman, en dos de ellos, las curvaturas de los elementos de una bóveda de crucería con terceletes pero sin nervios. La sacristía, situada detrás de la cabecera, está resuelta mediante bóveda de arista simple, también de cantería y de complicado enjarje al ser la planta trapezoidal. De la sacristía parte una escalera helicoidal de dos subidas y doble revolución con una espiral dentro de otra en el primer tramo y un caracol de Mallorca en el segundo. 
La distribución y los principales elementos arquitectónicos de la capilla Real de Baldomar presentan similitudes y parecen "reconstruir" simbólicamente algunas de las arquitecturas descritas en el Antiguo Testamento como el Templo de Salomón y el Tabernáculo de Moisés. 
La capilla de la Virgen Santa María de los Inocentes
En 1440 los diputados del Hospital encargaron a Baldomar la adición de una capilla dedicada a Santa María de los Inocentes. Se trataba de una construcción de dos crujías, probablemente sin las características bóvedas aristadas posteriores de Baldomar.
Las obras en el Palacio Real de Valencia
En abril de 1432 había comenzado la obra que completaría la fachada principal del Real vell. Baldomar estuvo al frente de la dirección de los trabajos de cantería de todas las obras, como las salas entre las torres o la habitación sobre la cambra dels àngels.
La capilla de la iglesia del antiguo monasterio de Beata María de Jesús (actual parroquia de Santa María de Jesús)
En diciembre de 1442 Joan de Prades, paborde de la catedral, encargó a Baldomar una nueva capilla en el monasterio de Beata María de Jesús. 
El portal de Quart

Vista frontal del Portal de Quart

Fue otra de las principales obras del maestro Baldomar entre 1441 y 1476. Gracias a los libros de la Sostobreria, podemos seguir el transcurso de las obras día a día a partir de su comienzo en 1441. Este portal llama la atención por su solidez y sobriedad de volúmenes derivada de la masa imponente de las torres semicilíndricas. El hecho de la elección del tipo de torre redondeada, en lugar de prismática como el Portal de Serranos, lo ha relacionado frecuentemente con el portal en el que se encaja el Arco de Triunfo de Alfonso V en el Castel Nuovo de Nápoles, lugar donde no debemos descartar que interviniera Baldomar como principal arquitecto de Alfonso V.
El portal de Quart descata por la peculiar disposición de la planta. Esta se encuentra en un claro esviaje con la dificultad que añade este a su construcción. La tribuna central de las Torres se cubre en la planta baja con una bóveda de arista rebajada similar, en su aparejo, a la de la sacristía de la capilla Real. En el primer piso se cubre con una bóveda aristada de dos tramos, con un despiece romboidal idéntico al de la misma capilla. Estas bóvedas pudieron ser el banco de pruebas de la novedosa disposición constructiva que se empleó en la bóveda de la capilla Real. 
El real monasterio de la Trinidad
A pesar de la ausencia de documentación, existen en este monasterio elementos donde se aprecia claramente la autoría de Baldomar, como los vanos esviajados del acceso al refectorio o de la portada de la cocina. Así como la escalera del claustro, de directriz recta y abovedada. El rellano de acceso se cubre con una bóveda cuadrada pétrea de arista de cañón perfectamente aparejada, y la escalera con una bóveda de cañón perlongada inclinada, de las que se llamarían más tarde decenda de cava.
El Almudín
Continuando con las obras realizadas por Baldomar para el rey, encontramos el Almudín, edificio de gran importancia en el siglo XV, destinado a guardar y almacenar el trigo y otros granos para la venta y distribución en la ciudad de Valencia. La época en la que intervino Baldomar fue entre 1455 y 1460. En esta Baldomar realizó un porche que iría situado delante de la puerta principal que daba a la calle del Almudín. Además, a partir de 1456 se pretendía ampliar el Almudín aumentando el número de arcos. La construcción de unos nuevos porches se ha relacionado con el sistema de arcadas actual en la crujía norte. En estos arcos, Baldomar utilizó soluciones estereotómicas en la que aparecen enjarjes horizontales abandonando la anterior disposición radial. También se realizaron obras como los nuevos pilares, los arcos situados en el lado oeste del Almudín hacia la parte de la plaza donde se situaba el Pes de la Farina y una esquina realizada en piedra que todavía hoy se puede observar. Justo en esta zona, Baldomar vuelve a sorprendernos con unas modernas soluciones como los primeros arcos en esquina y rincón de la estereotomía moderna con un despiece de dovelas revirado.
La capilla de Aldonza de Montagut en el convento de San Francisco
A pesar de que el convento desapareció conservamos las capitulaciones de esta capilla fechadas en el 14 de enero de 1469. En ellas los albaceas de Aldonza encargaron a Baldomar la ampliación de esta capilla sobre unos muros de sillería que sostendrían unos nervios de piedra que darían forma a las bóvedas. La primitiva capilla era de planta cuadrada y el tramo de ampliación debía ser igual, quedando como resultado una capilla rectangular, en doble cuadrado.
Obras en el Palacio Arzobispal de Valencia
Estas obras aparecen recogidas en los protocolos de 1463 y en ellas Baldomar aparece realizando un pilar de uno de los arcos pétreos sobre los que se hacía el porche. No debemos descartar que, aparte de esta, el maestro realizara otras intervenciones en este Palacio.

## Maestro de la Catedral de Valencia
Gracias al vaciado documental que se puede consultar en la Tesis Doctoral de Germán Andreu Chiva Maroto: "Francesc Baldomar. Maestro de obra de la Seo. Geometría e inspiración bíblica", sabemos mucho sobre este periodo. Baldomar comenzó como maestro de obra de la catedral de Valencia en 1457. Podríamos decir que fue nombrado mestre en el momento idóneo o quizá como consecuencia lógica de los importantes acontecimientos históricos que se sucedieron. Recordemos que dos años antes, el 8 de abril de 1455, Alfonso de Borja había sido nombrado papa con el nombre de Calixto III. Los Jurats del Consellde Valencia vieron una oportunidad histórica para aprovechar, en beneficio de la urbe, el poder inmenso que tenía ahora el que seguía siendo su obispo. Entre los objetivos, aparecía en primer lugar una indulgencia para la catedral que tenía como finalidad principal la financiación de sus obras. El 25 de noviembre de 1457 ya era un hecho la concesión de la bula, lo que obligó als Jurats a escribir a Calixto una carta de agradecimiento y otra al mestre Antoni Bou, canónigo de la catedral de Valencia en Roma. Poco antes de su muerte, Calixto III nombró a su sobrino Rodrigo de Borja obispo de Valencia y de esta forma, gracias a la protección del pontífice, de Rodrigo de Borja y del canónigo Antoni Bou, Baldomar comenzó una serie de importantes intervenciones en la catedral de Valencia, en la cabecera y a los pies.
El 10 de septiembre de 1460, bajo la dirección de Baldomar, comenzaron a derribar algunos edificios y a cavar los cimientos para la construcción del portal y la Arcada Nova de la Seu. El 10 de enero de 1460 se colocó la primera piedra y comenzaron a construirse los cimientos. En la Arcada Nova y las capillas que diseñó (Trinidad, San Sebastián, San Pedro y las capillas del pasillo de acceso a la Sala Capitular), desarrolló todo su repertorio arquitectónico utilizando por primera vez el rampante redondo en las bóvedas, arcos esviajados polilobulados en los ventanales, arcos en esquina y rincón,  así como una compleja bóveda aristada en la unión entre la catedral y El Micalet. Además, a los pies de la catedral, diseñó un portal enmarcado por un pórtico abovedado que se conserva ahora en otra ubicación, en la entrada de la capilla del Santo Cáliz.
Sin embargo, nuevos hallazgos documentales demuestran que la intención no era únicamente ampliar la catedral una arcada y así unir a la misma el Campanar (Micalet) y la Sala capitular, sino efectuar paralelamente múltiples obras de embellecimiento para que la Seo de Valencia se convirtiera en una de las mejores catedrales de la época. Además de las correspondientes a la Arcada Nova, Baldomar proyectó la renovación del Portal de los Apóstoles en la que realizó un cuerpo superior con un gran rosetón (Salamó), también la obra de pahimentar la capella maior amb pedra blava, y la transformación del viejo cimborrio de madera en uno nuevo de piedra con un segundo cuerpo y una espiga que lo convirtió en el referente visual de Valencia y expresión del poder de sus mecenas.

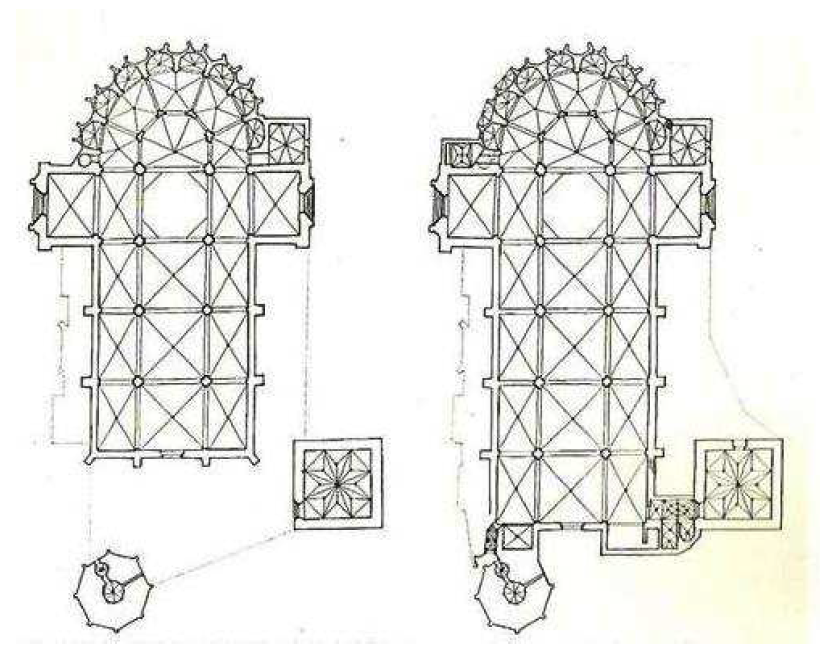
Evolución de la catedral del siglo XIV al XV tras el proyecto de Baldomar
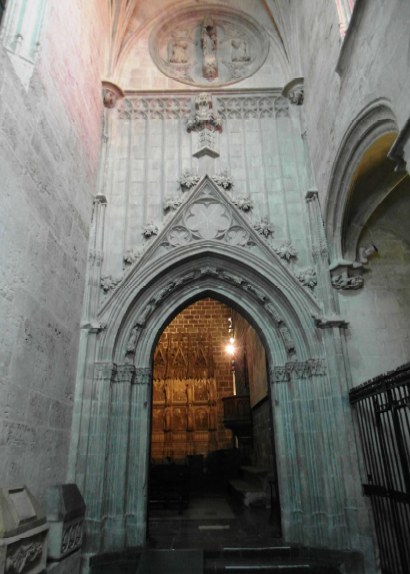
Portal de la arcada nova de la catedral de Valencia
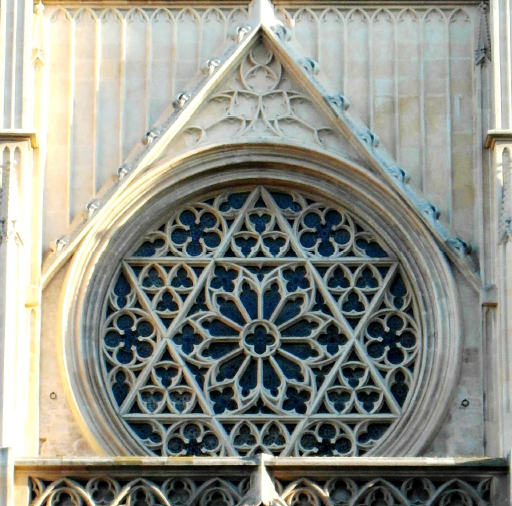
Rosetón con estrella de david en el portal de los apóstoles de la catedral de Valencia

Portal de los apóstoles
Gracias a un documento del 17 de abril de 1462, sabemos que Francesc Baldomar diseñó la renovación más importante del Portal de los Apóstoles de la catedral de Valencia entre 1461 y 1462. Lo más representativo de esta renovación fue la sustitución del antiguo ventanal lancetado por un espectacular rosetón de 6,45 metros coronado por un gablete cuya réplica exacta todavía podemos observar en la catedral. El original se encuentra en los almacenes de la catedral desmontado por piezas. En cuanto a la expresión "lo Salamó, esta probablemente fue su denominación a partir del momento en el que fue colocado y todo el mundo pudo ver que lo que se inscribía en el rosetón de la catedral era lo que antes de que se popularizara como Estrella de David se conocía como Sello de Salomón (Jatam Shlomó para los judíos).
El cimborrio de la catedral de Valencia
En cuanto a las características estilísticas del cimborrio de Francesc Baldomar, obra emblemática del tardogótico, sobre cada uno de los vértices de su planta octogonal nace una ojiva que converge en una clave polar perforada, de las pocas que existen en Valencia con el “bacín” practicable, dando así forma a la bóveda de crucería con sus plementos realizados en ladrillo dispuesto a rosca.
Francesc Baldomar fue el responsable de diseñar y dirigir un ambicioso proyecto en el cimborrio que tuvo como finalidad darle magnificencia y añadirle el actual segundo cuerpo y la desaparecida espiga o cemboriet, una auténtica proeza estructural. La forma principal que proporciona el trazado de los huecos de los cerramientos del segundo cuerpo es el doble cuadrado, un esquema geométrico que fue muy empleado por Baldomar.
Llaman la atención la presencia de 16 retratos esculpidos en piedra en el segundo cuerpo del cimborrio, situados en los extremos inferiores de sus ocho gabletes. Las figuras aparecen representadas como bustos (en posición de tres cuartos) mirando a la derecha o a la izquierda, son 8 masculinos y 8 femeninos, enfrentados uno masculino y uno femenino, lo que indica que se trata de 8 matrimonios, probablemente los donantes de la obra, cuya identidad desconocemos.

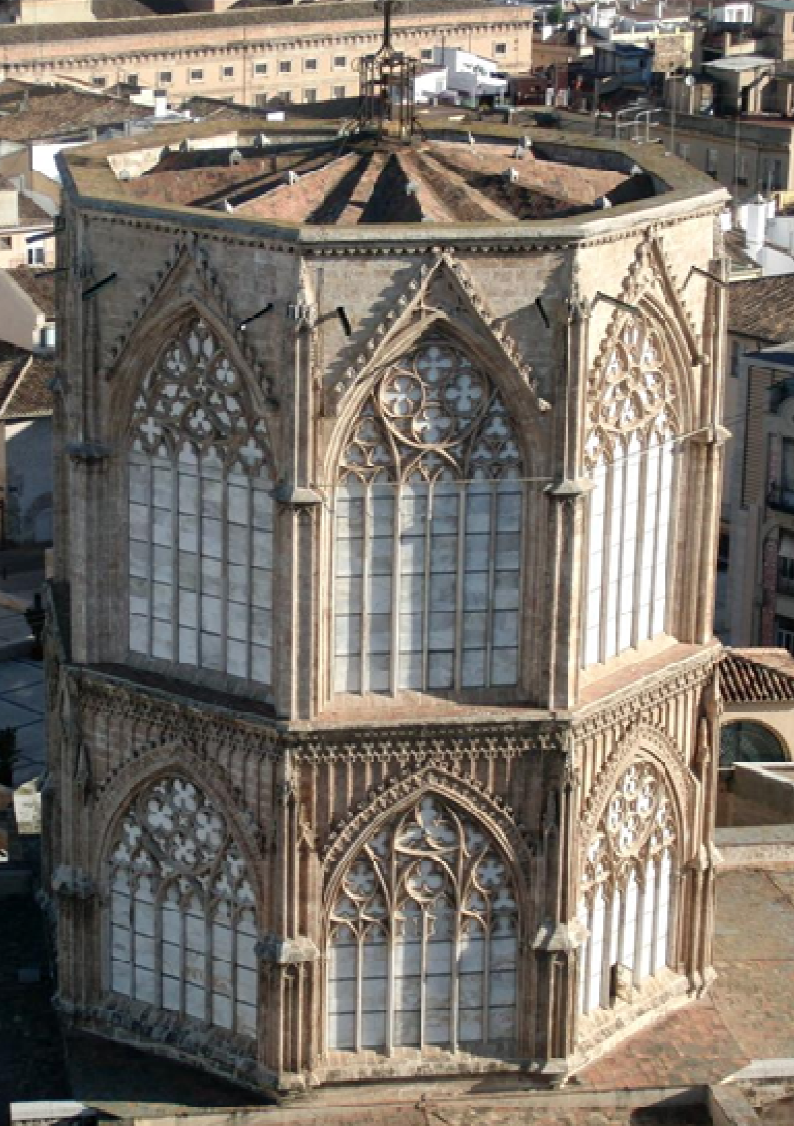
Cimborrio de la catedral de Valencia
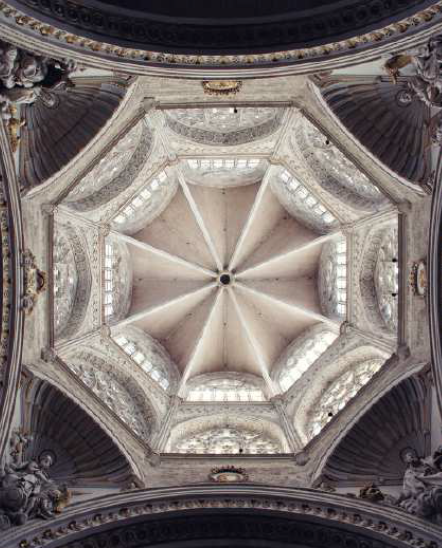
Planta cenital del cimborrio de la catedral de Valencia
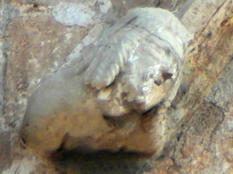
Busto masculino en el segundo cuerpo del cimborrio

## Periodo de agravios contra su persona

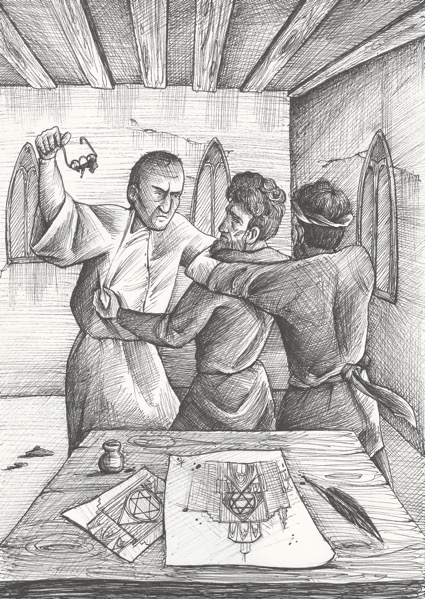
Agresión cometida por Guillem de Vich contra Francesc Baldomar

Baldomar sufrió agresiones e incluso fue amenazado de muerte probablemente por ser judeoconverso. En 1461 fue retirado del cargo de mestre de pedra de la ciutat por ciertas consideraciones. Gracias a otro documento del archivo de la catedral de Valencia, sabemos que el 17 de abril de 1462, día después del Viernes Santo y poco después de colocar el rosetón con la estrella de David en el portal de los Apóstoles de la catedral, Baldomar denunció una serie de agravios contra su persona y sus obreros por parte del canónigo de la catedral Guillem de Vich. El primero de los hechos que Baldomar denunció es que estando su asno encerrado dentro de la casa de la obra, Guillem de Vich acompañado de importantes hombres, llegaron rompiendo puertas, paredes y tabiques y robaron el asno del maestro subiéndolo a lo alto del Micalet. El segundo suceso que denunció Baldomar fue que el mismo Guillem de Vich había orinado varias veces a escondidas en el vino de sus obreros y el último y más impactante fue que el mismo canónigo le había cogido las gafas, se las había empastrado de excrementos y se las había metido en los ojos causándole un gran escozor. También en 1470 fue amenazado de muerte por el maestro de obras del azud de Vila-real.
Además, mucha de la documentación clave de la obra y biografía de Baldomar o se ha perdido o se ha malinterpretado. Quizás alguien intentó en algún momento que el mejor maestro del siglo de oro valenciano no pasase a la historia como tal, incluso se podría plantear la hipótesis de que pudo estar en medio en un enfrentamiento de poder entre una parte de la iglesia en poder de judeoconversos procedentes de la burguesía (con el canónigo y protector de Baldomar Antoni Bou a la cabeza) y otra apoyada por la monarquía y la nobleza.

## Autor del proyecto original de la Lonja de Valencia

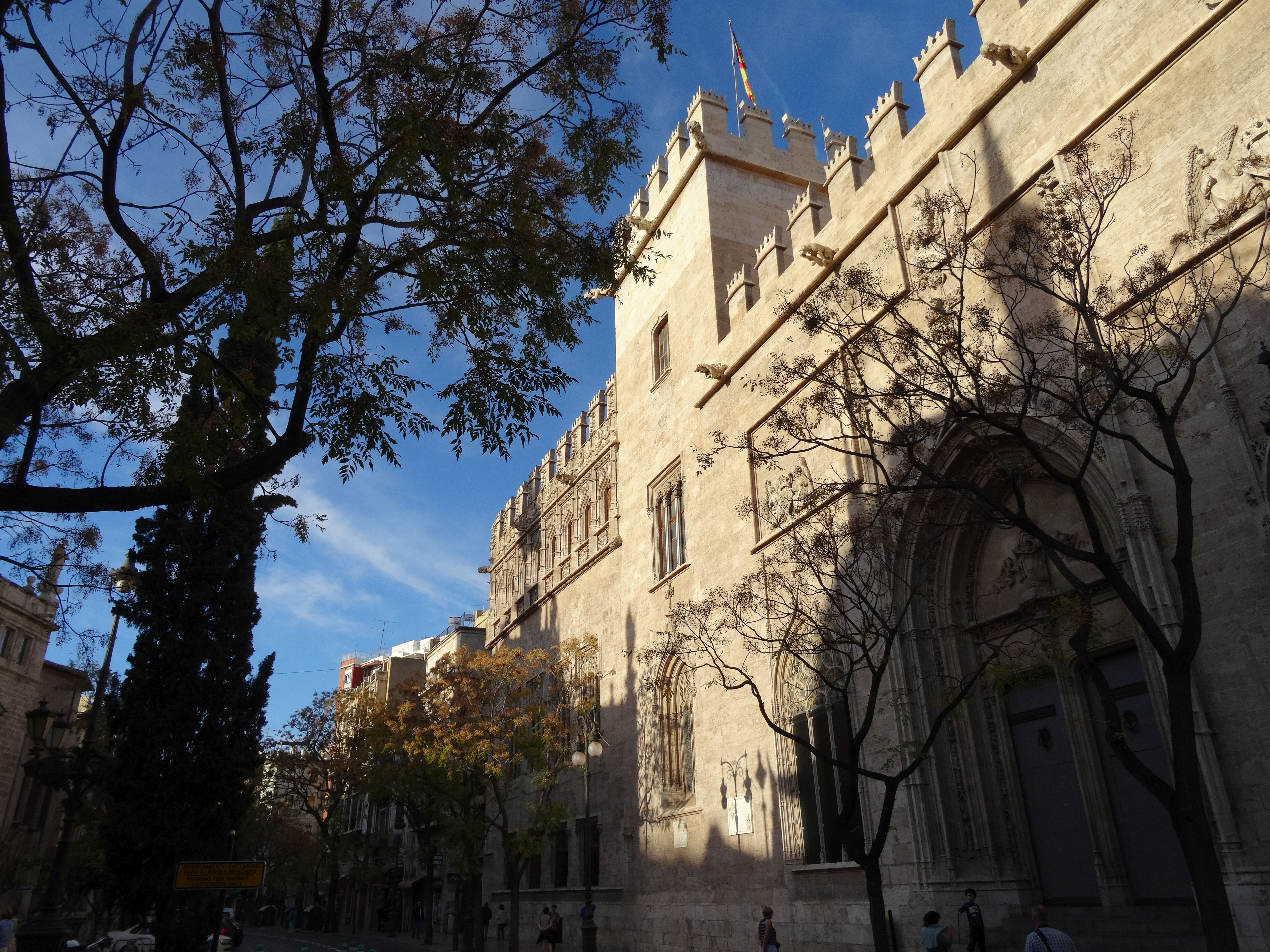
Lonja de Valencia

Francesc Baldomar fue el autor del proyecto original de la Lonja de Valencia, lo comenzó a elaborar entre los años 1470-1471. El 23 de junio de 1469, reunido el Consell de la ciudad, informaron los Jurados que la vieja Lonja: “era molt ruïnosa”, y que les parecía que se debía edificar una nueva “que fos honor de la dita ciutat”, para cuya construcción propusieron un impuesto sobre la mercadería y se ordenó la compra de casas para contar con un solar amplio. Así pues, se decide la construcción siendo Ot de Borja, primo hermano del cardenal Rodrigo de Borja, uno de los cinco honorables jurados de la ciudad y Luis Bou, hermano y marmessor de Antoni Bou, uno de los catorce instadors dels quitaments dels censals. El 15 de junio de 1470 eligieron a Antoni Pellicer clavari del diner imposat en la mercadería per obrar la lotja.  La intención del Consell era que la Lonja comenzara a construirse de inmediato. Baldomar por aquel entonces era el maestro más prestigioso de Valencia y los Borja y los Bou, ahora al mando de las decisiones del Consell, eran también sus mecenas en la catedral. Baldomar estaba trabajando esos años como maestro de obras de la catedral y en ese mismo periodo de tiempo dejó de aparecer en las relaciones de pagos desde el 6 de agosto de 1470 hasta el 28 de abril de 1471. Sus discípulos Joan Ivarra y Pere Compte recibieron en 1481, cinco años después de su muerte (1476), el encargo de terminar de construirla según los magníficos planos originales que había dibujado en sus últimos años de vida. Los documentos del archivo apuntan a un plano de igualdad entre ambos: "que un mestre no sia subordinat al altre nil altre al altre", es decir, que ninguno de sus discípulos fuera más importante que el otro, así como también que la Lonja se debía hacer: "qual es feta en mostra molt ben divuissada o en altra manera segons millor", es decir, como en un plano muy bien dibujado que existía o de otra forma mejor.